# Torrent de Cal Mestret
El torrent de Cal Mestret és un torrent del terme municipal de Sant Quirze Safaja, a la comarca del Moianès.
És al sector oriental del terme, en terres de l'antic poble rural de Bertí, a l'angle sud-oriental del terme municipal, en el vessant sud-oriental del Puig Ciró. Des d'aquell lloc davalla cap a ponent pel nord del Grau Mercader i pel sud del Puig Ciró, fins que, just al costat sud de Cal Mestret, torç cap al nord-oest. En aquest tram el torrent discorre paral·lel pel nord al Camí del Traver. Deixa a ponent la masia del Traver i el cim de la Putjota Gran, i al cap de poc rep per la dreta el torrent del Sot del Grau. Deixa a l'esquerra la Baga del Traver, i al cap de poc, al sud-oest del Clascar, s'ajunta amb el torrent de Bertí per tal de formar el torrent del Traver.